# Pusa caspica
La foca del Caspio (Pusa caspica) es una especie de mamífero pinnípedo de la familia de los fócidos. Es uno de los miembros más pequeños de esta familia, vive exclusivamente en las aguas salobres del mar Caspio. Se ubica a lo largo de las costas, en muchas islas rocosas y bloques de hielo a la deriva. En invierno y en períodos más frescos de la primavera y el otoño, estos mamíferos marinos migran hacia el norte de este mar. Durante el verano, cuando el hielo se derrite, aglomeran frente en la desembocadura del río Volga y del Ural, y hacia el Sur donde las aguas son más frías, debido a su mayor profundidad. No está claro cómo estas focas se aislaron en el mar Caspio y existen varios supuestos; uno de los más aceptados es que estos animales penetraron por el norte del mar Caspio durante el Pleistoceno con el avance de los glaciales continentales. Sin embargo, también pudo haber sucedido en el Plioceno Tardío, en un período de glaciación, hace alrededor de 2 millones de años. Actualmente se acepta que la foca del Caspio junto con la foca del Baikal (otra especie aislada en la cuenca de Eurasia), son descendientes de la foca anillada.

## Descripción
Las focas del Caspio se distinguen sobre todo por las manchas en la espalda, que por lo general son menos marcadas en las hembras. Los adultos miden aproximadamente 1,5 metros de largo y pesan entre 50 y 86 kg, con un peso promedio de 55 kg. También muestran dimorfismo sexual considerable, ya que los machos son generalmente más grandes y más robustos que las hembras. En comparación con el resto del cuerpo, la cabeza es más bien pequeña. La fórmula dental de estos pinípedos que es 3/2, R 1/1, CP 6/5. Las focas del Caspio viven principalmente en aguas poco profundas: por lo general no zambullen a más de 50 metros y lo hacen por espacio de máximo un minuto, aunque a veces se han observado inmersiones más prolongadas y a mayor profundidad. Son animales gregarios y pasan la mayor parte de su tiempo en grandes colonias. Después de un período de gestación de 11 meses, los nacimientos ocurren en enero o febrero. Al igual que con otras focas, las crías al nacer están cubiertos con una cubierta blanca y pesan cerca de 5 kg. Sin embargo, hacia las tres semanas o el mes mudan esta capa. La madurez sexual ocurre a los 5 años en las hembras y a los 6 o 7 años para los machos.

## Presas y depredadores
La dieta de las focas del Caspio es estacional; incluye una variedad de peces como el sábalo, ciprínidos, gobios y crustáceos. También pueden penetrar en los estuarios para capturar carpas, lucios y otros peces.
Se sabe que las águilas pescadoras, constituyen un peligro especialmente para las crías. También el objeto de caza por parte de los humanos por su carne y otros fines comerciales. También debido a la polución industrial de la región, los contaminantes y pesticidas han llegado a las aguas del Caspio, causando una variedad de desequilibrios ambientales, lo que debilita el sistema inmune de estos animales y contribuir a causar la enfermedad.
En febrero de 1978, durante tres semanas, algunos lobos fueron responsables de numerosas muertes de focas cerca de Astracán. Se estima que mataron, entre el 17 y 40 % de las focas en la región. Desde el finales de los 90, también se encontraron muchas focas muertas a causa del virus de moquillo canino. Hace un siglo, se estima que había 1,5 millones de ejemplares en las aguas del Caspio, para los años 80 la población solo se estimaba en 400 000 individuos. En 2005, la población total de focas se estimó en unos 104 000 individuos con un declive de 3 a 4 % anual, debido a que los animales se ven amenazados por la destrucción de su hábitat, la caza y la pesca, actividad en la que suelen quedar atrapadas en las redes.